# Michel Macias
Pour les articles homonymes, voir Macias.
Michel Macias est un accordéoniste français, né le 22 juillet 1960 à Fumel en Lot-et-Garonne.

## Biographie
Né en 1960 à Fumel (département de Lot-et-Garonne), il commence à jouer de l'accordéon à 10 ans et pratique très tôt l'improvisation à partir du bagage musical tiré des méthodes et des morceaux musette et autres. Son grand-père maternel jouait de l'accordéon diatonique et faisait danser. Son père jouait de la batterie dans des orchestres dans les années 1950.
Michel côtoie le monde du bal populaire dès son plus jeune âge puis découvre aussi la musique occitane (et Perlimpinpin Fòlc) de 1975 à 1978. En 1976, il découvre l'accordéoniste blues man Clifton Chénier, et Marcel Azzola. Après l'obtention du baccalauréat, il étudie à l'université puis à l'École normale. En 1978, il écoute pour la première fois Eddy Louiss à Angoulême, dont il aime beaucoup la musique.
En 1984, la rencontre avec Bernard Lubat sera décisive et l'incitera à relire ses partitions de musette avec un œil tout neuf… Il joue avec La Rafale de Christian Vieussens et crée aussi ses premiers groupes (Balafonlacaiss', MTB, Macias quartet). En 1989, il participe au spectacle : La Révolution en dansant avec Bernard Lubat à Bordeaux. En 1993, il rencontre à Uzeste l'équipe du Paris Musette et participe à l'enregistrement du CD Swing et Manouche avec les plus grands de l'accordéon. Il se lie d'amitié avec Didier Roussin, guitariste attitré de Jo Privat. En 1994, il démissionne de l'Éducation nationale pour se consacrer à la musique.
En 1996, il enregistre pour la première fois sous son nom et sort l'album : Danse t'es vivant avec comme invité à la guitare Didier Roussin. Michel défend le principe du Bal concertant ou la danse et le concert fusionnent. En 10 ans avec son équipe et l'aide de Trois Quatre, il donne des centaines de bals et joue aussi en Afrique du Sud, au Québec, en Italie, au Brésil, en Suisse, Autriche, Croatie, Angleterre, Espagne… En 1997-1998, il rencontre et accompagne Philippe Caubère dans son spectacle Aragon. En 2000, nouvel album : CAI CAI CAI, puis en 2005 Tout et son contraire. Depuis 2007, il joue aussi en concert solo. En 2014, sort En attendant, le quatrième album sous son nom et le premier en solo. Son dernier album L'Amuseur sorti en 2018, obtient le prix Gus Viseur 2019.